# Sindh (Staat)

Indien im späten 18. und 19. Jahrhundert

Sindh ist ein historischer Staat im heutigen Pakistan. Das Staatsgebiet erstreckte sich über die Ebenen des unteren Industales.

## Geschichte
Sindh wurde im 19. Jahrhundert von drei belutschischen Amiren regiert, die nominell Vasallen Afghanistans waren. Ein Vertrag der Britischen-Ostindienkompanie mit Sindh öffnete 1832 das Land für den britischen Handel. Ab 1838 war ein britischer Resident in Sindh ansässig. 1839 erzwang Lord Auckland unter Kriegsdrohung die Stationierung britischer Soldaten auf Kosten Sindhs. Unter dem unbegründeten Vorwand, während des Ersten Britisch-Afghanischen Kriegs feindselig gegenüber der Ostindienkompanie gewesen zu sein, plante Lord Ellenborough den Anschluss Sindhs an Britisch-Indien.  Die Annexion Sindhs sollte vom dortigen Residenten Charles Napier vorangetrieben werden. Dieser zerstörte im Januar 1843 die Festung von Imangarh und zwang den Amiren große Gebietsabtretungen auf. Am 15. Februar 1843 griffen Einwohner die britische Residentur in Hyderabad an. Am 17. Februar gelang es Napier eine überlegene Streitmacht Sindhs in der Schlacht von Miani zu besiegen. Die meisten Amire gaben danach ihren Widerstand auf. Sher Muhammed kämpfte noch bis zu seiner Niederlage am 24. März weiter. Nach der Annexion im August 1843 wurde Napier der erste Gouverneur Sindhs.